# Vòng bảng UEFA Europa League 2020–21
Vòng bảng UEFA Europa League 2020-21 bắt đầu vào ngày 22 tháng 10 năm 2020 và kết thúc vào ngày 10 tháng 12 năm 2020. Tổng cộng có 48 đội cạnh tranh ở vòng bảng để xác định 24 trong số 32 suất lọt vào vòng đấu loại trực tiếp của UEFA Europa League 2020-21.

## Bốc thăm
Lễ bốc thăm cho vòng bảng được tổ chức vào ngày 2 tháng 10 năm 2020, lúc 13:00 CEST, tại Tòa nhà Bóng đá Châu Âu ở Nyon, Thụy Sĩ.
Trong trường hợp các hiệp hội với hai hoặc nhiều đại diện, các câu lạc bộ có thể được xếp cặp nhằm để họ thi đấu ở những khung giờ khác nhau (18:55 CET và 21:00 CET) vì lợi ích của khán giả truyền hình. Nếu một câu lạc bộ trong cặp được bốc thăm, ví dụ, ở bảng A, B, C, D, E hoặc F, câu lạc bộ còn lại trong cặp – một khi được bốc thăm – sẽ tự động được chỉ định vào bảng có sẵn đầu tiên của G, H, I, J, K hoặc L. Các cặp đội sau đây được công bố bởi UEFA sau khi các đội tham dự vòng bảng được xác nhận:
- A  Arsenal và Tottenham Hotspur
- B  Napoli và Milan
- C  Benfica và Braga
- D  Bayer Leverkusen và 1899 Hoffenheim
- E  Villarreal và Real Sociedad
- F  Gent và Standard Liège
- G  PSV Eindhoven và Feyenoord
- H  Celtic và Rangers
- I  Dinamo Zagreb và Rijeka
- J  Sparta Prague và Slavia Prague
- K  Ludogorets Razgrad và CSKA Sofia
- L  Rapid Wien và LASK
- M  PAOK và AEK Athens
- N  Maccabi Tel Aviv và Hapoel Be'er Sheva
- O  Lille và Nice

Ở mỗi lượt trận, một nhóm sáu bảng thi đấu các trận đấu của họ lúc 18:55 CET/CEST, trong khi nhóm sáu bảng còn lại thi đấu các trận đấu của họ lúc 21:00 CET/CEST, với thứ tự thi đấu của 2 nhóm thay đổi giữa mỗi lượt trận. Các lượt trận được xác định sau lễ bốc thăm, sử dụng máy vi tính để bốc thăm không công khai, với trình tự các trận đấu như sau (Quy định Điều 15.02):
Lưu ý: Các vị trí để sắp xếp lịch thi đấu không sử dụng các nhóm hạt giống, ví dụ: Đội 1 không nhất thiết phải là đội từ Nhóm 1 ở lễ bốc thăm.
| Lượt trận          | Ngày                 | Các trận đấu |
| ------------------ | -------------------- | ------------ |
| Lượt trận thứ nhất | 22 tháng 10 năm 2020 |              |
| Lượt trận thứ hai  | 29 tháng 10 năm 2020 |              |
| Lượt trận thứ ba   | 5 tháng 11 năm 2020  |              |
| Lượt trận thứ tư   | 26 tháng 11 năm 2020 |              |
| Lượt trận thứ năm  | 3 tháng 12 năm 2020  |              |
| Lượt trận thứ sáu  | 10 tháng 12 năm 2020 |              |

Có những hạn chế về việc sắp xếp lịch thi đấu: ví dụ, các đội từ cùng thành phố (như là Celtic và Rangers, Arsenal và Tottenham Hotspur hay Sparta Prague và Slavia Prague) nói chung không được xếp lịch để thi đấu tại sân nhà trong cùng một lượt trận (để tránh các đội thi đấu tại sân nhà trong cùng ngày, vì lý do hậu cần và kiểm soát đám đông), và các đội từ "các quốc gia mùa đông lạnh" (như là Nga) không được xếp lịch để thi đấu tại sân nhà trong lượt trận cuối cùng (do thời tiết giá lạnh).

## Các đội bóng
Dưới đây là các đội tham dự (với hệ số câu lạc bộ UEFA năm 2020 của họ), được xếp theo nhóm hạt giống của họ. Họ bao gồm:
- 18 đội tham dự vào vòng bảng
- 21 đội thắng của vòng play-off (8 đội từ Nhóm các đội vô địch, 13 đội từ Nhóm chính)
- 6 đội thua của vòng play-off Champions League (4 đội từ Nhóm các đội vô địch, 2 đội từ Nhóm các đội không vô địch)
- 3 đội thua thuộc Nhóm các đội không vô địch của vòng loại thứ ba Champions League

| Chú thích màu sắc                            |
| -------------------------------------------- |
| Đội nhất và nhì bảng đi tiếp vào vòng 32 đội |

| Đội               | Ghi chú | Hệ số  |
| ----------------- | ------- | ------ |
| Arsenal           |         | 91.000 |
| Tottenham Hotspur | [EL-MP] | 85.000 |
| Roma              |         | 80.000 |
| Napoli            |         | 77.000 |
| Benfica           | [CL-LQ] | 70.000 |
| Bayer Leverkusen  |         | 61.000 |
| Villarreal        |         | 56.000 |
| CSKA Moscow       |         | 44.000 |
| Braga             |         | 41.000 |
| Gent              | [CL-LP] | 39.500 |
| PSV Eindhoven     | [EL-MP] | 37.000 |
| Celtic            | [EL-CP] | 34.000 |

| Đội                | Ghi chú | Hệ số  |
| ------------------ | ------- | ------ |
| Dinamo Zagreb      | [EL-CP] | 33.500 |
| Sparta Prague      |         | 30.500 |
| Slavia Prague      | [CL-CP] | 27.500 |
| Ludogorets Razgrad | [EL-CP] | 26.000 |
| Young Boys         | [EL-CP] | 25.500 |
| Red Star Belgrade  | [EL-CP] | 22.750 |
| Rapid Wien         | [CL-LQ] | 22.000 |
| Leicester City     |         | 22.000 |
| PAOK               | [CL-LP] | 21.000 |
| Qarabağ            | [EL-CP] | 21.000 |
| Standard Liège     | [EL-MP] | 20.500 |
| Real Sociedad      |         | 20.456 |

| Đội                | Ghi chú | Hệ số  |
| ------------------ | ------- | ------ |
| Granada            | [EL-MP] | 20.456 |
| Milan              | [EL-MP] | 19.000 |
| AZ                 | [CL-LQ] | 18.500 |
| Feyenoord          |         | 17.000 |
| Maccabi Tel Aviv   | [CL-CP] | 16.500 |
| AEK Athens         | [EL-MP] | 16.500 |
| Rangers            | [EL-MP] | 16.250 |
| Molde              | [CL-CP] | 15.000 |
| 1899 Hoffenheim    |         | 14.956 |
| Hapoel Be'er Sheva | [EL-MP] | 14.000 |
| LASK               | [EL-MP] | 14.000 |
| CFR Cluj           | [EL-CP] | 12.500 |

| Đội            | Ghi chú | Hệ số  |
| -------------- | ------- | ------ |
| Zorya Luhansk  |         | 12.500 |
| Nice           |         | 11.849 |
| Lille          |         | 11.849 |
| Rijeka         | [EL-MP] | 11.000 |
| Dundalk        | [EL-CP] | 8.500  |
| Slovan Liberec | [EL-MP] | 8.000  |
| Antwerp        |         | 7.580  |
| Lech Poznań    | [EL-MP] | 7.000  |
| Sivasspor      |         | 6.720  |
| Wolfsberger AC |         | 6.585  |
| Omonia         | [CL-CP] | 5.350  |
| CSKA Sofia     | [EL-MP] | 4.000  |

Ghi chú
1. EL-CP Đội thắng của vòng play-off (Nhóm các đội vô địch).
2. EL-MP Đội thắng của vòng play-off (Nhóm chính).
3. CL-CP Đội thua của vòng play-off Champions League (Nhóm các đội vô địch).
4. CL-LP Đội thua của vòng play-off Champions League (Nhóm các đội không vô địch).
5. CL-LQ Đội thua của vòng loại thứ ba Champions League (Nhóm các đội không vô địch).

## Thể thức
Ở mỗi bảng, các đội đối đầu với nhau theo thể thức vòng tròn đấu sân nhà và sân khách. Đội nhất và nhì bảng đi tiếp vào vòng 32 đội, nơi họ góp mặt cùng với 8 đội đứng thứ ba của vòng bảng Champions League.

### Tiêu chí xếp hạng
Các đội được xếp hạng dựa theo điểm số (3 điểm cho một trận thắng, 1 điểm cho một trận hòa, 0 điểm cho một trận thua), và nếu bằng điểm, tiêu chí xếp hạng sau đây được áp dụng, theo thứ tự được thể hiện, để xác định thứ hạng (Quy định Điều 16.01):
1. Số điểm trong các trận đấu đối đầu giữa các đội bằng điểm;
2. Hiệu số bàn thắng thua trong các trận đấu đối đầu giữa các đội bằng điểm;
3. Số bàn thắng ghi được trong các trận đấu đối đầu giữa các đội bằng điểm;
4. Số bàn thắng sân khách ghi được trong các trận đấu đối đầu giữa các đội bằng điểm;
5. Nếu có nhiều hơn 2 đội bằng điểm, và sau khi áp dụng tất cả tiêu chí đối đầu trên, một nhóm đội vẫn bằng điểm, tất cả tiêu chí đối đầu trên được áp dụng lại dành riêng cho nhóm đội này;
6. Hiệu số bàn thắng thua trong tất cả các trận đấu vòng bảng;
7. Số bàn thắng ghi được trong tất cả các trận đấu vòng bảng;
8. Số bàn thắng sân khách ghi được trong tất cả các trận đấu vòng bảng;
9. Số trận thắng trong tất cả các trận đấu vòng bảng;
10. Số trận thắng sân khách trong tất cả các trận đấu vòng bảng;
11. Điểm kỷ luật (thẻ đỏ = 3 điểm, thẻ vàng = 1 điểm, bị truất quyền thi đấu do phải nhận hai thẻ vàng trong một trận đấu = 3 điểm);
12. Hệ số câu lạc bộ UEFA.

## Các bảng đấu
Các cặp đấu được xác nhận vào ngày 2 tháng 10 năm 2020. Các lượt trận được diễn ra vào ngày 22 tháng 10, 29 tháng 10, 5 tháng 11, 26 tháng 11, 3 tháng 12, và 10 tháng 12 năm 2020. Thời gian thi đấu được bắt đầu vào lúc 18:55 và 21:00 CET/CEST.
Thời gian theo múi giờ CET/CEST, được liệt kê bởi UEFA (giờ địa phương, nếu khác nhau, được thể hiện trong dấu ngoặc đơn).

### Bảng A
| VT | Đội        | ST | T | H | B | BT | BB | HS | Đ  | Giành quyền tham dự                 |     | ROM | YB  | CLJ | CSS |
| -- | ---------- | -- | - | - | - | -- | -- | -- | -- | ----------------------------------- | --- | --- | --- | --- | --- |
| 1  | Roma       | 6  | 4 | 1 | 1 | 13 | 5  | +8 | 13 | Đi tiếp vào vòng đấu loại trực tiếp |     | —   | 3–1 | 5–0 | 0–0 |
| 2  | Young Boys | 6  | 3 | 1 | 2 | 9  | 7  | +2 | 10 | Đi tiếp vào vòng đấu loại trực tiếp |     | 1–2 | —   | 2–1 | 3–0 |
| 3  | CFR Cluj   | 6  | 1 | 2 | 3 | 4  | 10 | −6 | 5  |                                     |     | 0–2 | 1–1 | —   | 0–0 |
| 4  | CSKA Sofia | 6  | 1 | 2 | 3 | 3  | 7  | −4 | 5  |                                     | 3–1 | 0–1 | 0–2 | —   |     |

1. 1 2  Điểm đối đầu: CFR Cluj 4, CSKA Sofia 1.

### Bảng B
| VT | Đội        | ST | T | H | B | BT | BB | HS  | Đ  | Giành quyền tham dự                 |     | ARS | MOL | RW  | DUN |
| -- | ---------- | -- | - | - | - | -- | -- | --- | -- | ----------------------------------- | --- | --- | --- | --- | --- |
| 1  | Arsenal    | 6  | 6 | 0 | 0 | 20 | 5  | +15 | 18 | Đi tiếp vào vòng đấu loại trực tiếp |     | —   | 4–1 | 4–1 | 3–0 |
| 2  | Molde      | 6  | 3 | 1 | 2 | 9  | 11 | −2  | 10 | Đi tiếp vào vòng đấu loại trực tiếp |     | 0–3 | —   | 1–0 | 3–1 |
| 3  | Rapid Wien | 6  | 2 | 1 | 3 | 11 | 13 | −2  | 7  |                                     |     | 1–2 | 2–2 | —   | 4–3 |
| 4  | Dundalk    | 6  | 0 | 0 | 6 | 8  | 19 | −11 | 0  |                                     | 2–4 | 1–2 | 1–3 | —   |     |

### Bảng C
| VT | Đội                | ST | T | H | B | BT | BB | HS  | Đ  | Giành quyền tham dự                 |     | LEV | SLP | HBS | NCE |
| -- | ------------------ | -- | - | - | - | -- | -- | --- | -- | ----------------------------------- | --- | --- | --- | --- | --- |
| 1  | Bayer Leverkusen   | 6  | 5 | 0 | 1 | 21 | 8  | +13 | 15 | Đi tiếp vào vòng đấu loại trực tiếp |     | —   | 4–0 | 4–1 | 6–2 |
| 2  | Slavia Prague      | 6  | 4 | 0 | 2 | 11 | 10 | +1  | 12 | Đi tiếp vào vòng đấu loại trực tiếp |     | 1–0 | —   | 3–0 | 3–2 |
| 3  | Hapoel Be'er Sheva | 6  | 2 | 0 | 4 | 7  | 13 | −6  | 6  |                                     |     | 2–4 | 3–1 | —   | 1–0 |
| 4  | Nice               | 6  | 1 | 0 | 5 | 8  | 16 | −8  | 3  |                                     | 2–3 | 1–3 | 1–0 | —   |     |

### Bảng D
| VT | Đội            | ST | T | H | B | BT | BB | HS | Đ  | Giành quyền tham dự                 |     | RAN | BEN | STL | LCH |
| -- | -------------- | -- | - | - | - | -- | -- | -- | -- | ----------------------------------- | --- | --- | --- | --- | --- |
| 1  | Rangers        | 6  | 4 | 2 | 0 | 13 | 7  | +6 | 14 | Đi tiếp vào vòng đấu loại trực tiếp |     | —   | 2–2 | 3–2 | 1–0 |
| 2  | Benfica        | 6  | 3 | 3 | 0 | 18 | 9  | +9 | 12 | Đi tiếp vào vòng đấu loại trực tiếp |     | 3–3 | —   | 3–0 | 4–0 |
| 3  | Standard Liège | 6  | 1 | 1 | 4 | 7  | 14 | −7 | 4  |                                     |     | 0–2 | 2–2 | —   | 2–1 |
| 4  | Lech Poznań    | 6  | 1 | 0 | 5 | 6  | 14 | −8 | 3  |                                     | 0–2 | 2–4 | 3–1 | —   |     |

### Bảng E
| VT | Đội           | ST | T | H | B | BT | BB | HS | Đ  | Giành quyền tham dự                 |     | PSV | GRA | PAOK | OMO |
| -- | ------------- | -- | - | - | - | -- | -- | -- | -- | ----------------------------------- | --- | --- | --- | ---- | --- |
| 1  | PSV Eindhoven | 6  | 4 | 0 | 2 | 12 | 9  | +3 | 12 | Đi tiếp vào vòng đấu loại trực tiếp |     | —   | 1–2 | 3–2  | 4–0 |
| 2  | Granada       | 6  | 3 | 2 | 1 | 6  | 3  | +3 | 11 | Đi tiếp vào vòng đấu loại trực tiếp |     | 0–1 | —   | 0–0  | 2–1 |
| 3  | PAOK          | 6  | 1 | 3 | 2 | 8  | 7  | +1 | 6  |                                     |     | 4–1 | 0–0 | —    | 1–1 |
| 4  | Omonia        | 6  | 1 | 1 | 4 | 5  | 12 | −7 | 4  |                                     | 1–2 | 0–2 | 2–1 | —    |     |

### Bảng F
| VT | Đội           | ST | T | H | B | BT | BB | HS | Đ  | Giành quyền tham dự                 |     | NAP | RSO | AZ  | RJK |
| -- | ------------- | -- | - | - | - | -- | -- | -- | -- | ----------------------------------- | --- | --- | --- | --- | --- |
| 1  | Napoli        | 6  | 3 | 2 | 1 | 7  | 4  | +3 | 11 | Đi tiếp vào vòng đấu loại trực tiếp |     | —   | 1–1 | 0–1 | 2–0 |
| 2  | Real Sociedad | 6  | 2 | 3 | 1 | 5  | 4  | +1 | 9  | Đi tiếp vào vòng đấu loại trực tiếp |     | 0–1 | —   | 1–0 | 2–2 |
| 3  | AZ            | 6  | 2 | 2 | 2 | 7  | 5  | +2 | 8  |                                     |     | 1–1 | 0–0 | —   | 4–1 |
| 4  | Rijeka        | 6  | 1 | 1 | 4 | 6  | 12 | −6 | 4  |                                     | 1–2 | 0–1 | 2–1 | —   |     |

### Bảng G
| VT | Đội            | ST | T | H | B | BT | BB | HS | Đ  | Giành quyền tham dự                 |     | LEI | BRA | ZOR | AEK |
| -- | -------------- | -- | - | - | - | -- | -- | -- | -- | ----------------------------------- | --- | --- | --- | --- | --- |
| 1  | Leicester City | 6  | 4 | 1 | 1 | 14 | 5  | +9 | 13 | Đi tiếp vào vòng đấu loại trực tiếp |     | —   | 4–0 | 3–0 | 2–0 |
| 2  | Braga          | 6  | 4 | 1 | 1 | 14 | 10 | +4 | 13 | Đi tiếp vào vòng đấu loại trực tiếp |     | 3–3 | —   | 2–0 | 3–0 |
| 3  | Zorya Luhansk  | 6  | 2 | 0 | 4 | 6  | 11 | −5 | 6  |                                     |     | 1–0 | 1–2 | —   | 1–4 |
| 4  | AEK Athens     | 6  | 1 | 0 | 5 | 7  | 15 | −8 | 3  |                                     | 1–2 | 2–4 | 0–3 | —   |     |

1. 1 2  Điểm đối đầu: Leicester City 4, Braga 1.

### Bảng H
| VT | Đội           | ST | T | H | B | BT | BB | HS | Đ  | Giành quyền tham dự                 |     | MIL | LOSC | SPP | CEL |
| -- | ------------- | -- | - | - | - | -- | -- | -- | -- | ----------------------------------- | --- | --- | ---- | --- | --- |
| 1  | Milan         | 6  | 4 | 1 | 1 | 12 | 7  | +5 | 13 | Đi tiếp vào vòng đấu loại trực tiếp |     | —   | 0–3  | 3–0 | 4–2 |
| 2  | Lille         | 6  | 3 | 2 | 1 | 14 | 8  | +6 | 11 | Đi tiếp vào vòng đấu loại trực tiếp |     | 1–1 | —    | 2–1 | 2–2 |
| 3  | Sparta Prague | 6  | 2 | 0 | 4 | 10 | 12 | −2 | 6  |                                     |     | 0–1 | 1–4  | —   | 4–1 |
| 4  | Celtic        | 6  | 1 | 1 | 4 | 10 | 19 | −9 | 4  |                                     | 1–3 | 3–2 | 1–4  | —   |     |

### Bảng I
| VT | Đội              | ST | T | H | B | BT | BB | HS  | Đ  | Giành quyền tham dự                 |     | VIL | MTA | SIV | QRB |
| -- | ---------------- | -- | - | - | - | -- | -- | --- | -- | ----------------------------------- | --- | --- | --- | --- | --- |
| 1  | Villarreal       | 6  | 5 | 1 | 0 | 17 | 5  | +12 | 16 | Đi tiếp vào vòng đấu loại trực tiếp |     | —   | 4–0 | 5–3 | 3–0 |
| 2  | Maccabi Tel Aviv | 6  | 3 | 2 | 1 | 6  | 7  | −1  | 11 | Đi tiếp vào vòng đấu loại trực tiếp |     | 1–1 | —   | 1–0 | 1–0 |
| 3  | Sivasspor        | 6  | 2 | 0 | 4 | 9  | 11 | −2  | 6  |                                     |     | 0–1 | 1–2 | —   | 2–0 |
| 4  | Qarabağ          | 6  | 0 | 1 | 5 | 4  | 13 | −9  | 1  |                                     | 1–3 | 1–1 | 2–3 | —   |     |

1. ↑  Trận đấu giữa Villarreal và Qarabağ được xử thắng 3–0 cho Villarreal sau khi bị hoãn do một vài cầu thủ của đội hình Qarabağ xét nghiệm dương tính với SARS-CoV-2.

### Bảng J
| VT | Đội                | ST | T | H | B | BT | BB | HS  | Đ  | Giành quyền tham dự                 |     | TOT | ANT | LASK | LUD |
| -- | ------------------ | -- | - | - | - | -- | -- | --- | -- | ----------------------------------- | --- | --- | --- | ---- | --- |
| 1  | Tottenham Hotspur  | 6  | 4 | 1 | 1 | 15 | 5  | +10 | 13 | Đi tiếp vào vòng đấu loại trực tiếp |     | —   | 2–0 | 3–0  | 4–0 |
| 2  | Antwerp            | 6  | 4 | 0 | 2 | 8  | 5  | +3  | 12 | Đi tiếp vào vòng đấu loại trực tiếp |     | 1–0 | —   | 0–1  | 3–1 |
| 3  | LASK               | 6  | 3 | 1 | 2 | 11 | 12 | −1  | 10 |                                     |     | 3–3 | 0–2 | —    | 4–3 |
| 4  | Ludogorets Razgrad | 6  | 0 | 0 | 6 | 7  | 19 | −12 | 0  |                                     | 1–3 | 1–2 | 1–3 | —    |     |

### Bảng K
| VT | Đội            | ST | T | H | B | BT | BB | HS | Đ  | Giành quyền tham dự                 |     | DZG | WAC | FEY | CSM |
| -- | -------------- | -- | - | - | - | -- | -- | -- | -- | ----------------------------------- | --- | --- | --- | --- | --- |
| 1  | Dinamo Zagreb  | 6  | 4 | 2 | 0 | 9  | 1  | +8 | 14 | Đi tiếp vào vòng đấu loại trực tiếp |     | —   | 1–0 | 0–0 | 3–1 |
| 2  | Wolfsberger AC | 6  | 3 | 1 | 2 | 7  | 6  | +1 | 10 | Đi tiếp vào vòng đấu loại trực tiếp |     | 0–3 | —   | 1–0 | 1–1 |
| 3  | Feyenoord      | 6  | 1 | 2 | 3 | 4  | 8  | −4 | 5  |                                     |     | 0–2 | 1–4 | —   | 3–1 |
| 4  | CSKA Moscow    | 6  | 0 | 3 | 3 | 3  | 8  | −5 | 3  |                                     | 0–0 | 0–1 | 0–0 | —   |     |

### Bảng L
| VT | Đội               | ST | T | H | B | BT | BB | HS  | Đ  | Giành quyền tham dự                 |     | HOF | ZVE | LIB | GNT |
| -- | ----------------- | -- | - | - | - | -- | -- | --- | -- | ----------------------------------- | --- | --- | --- | --- | --- |
| 1  | 1899 Hoffenheim   | 6  | 5 | 1 | 0 | 17 | 2  | +15 | 16 | Đi tiếp vào vòng đấu loại trực tiếp |     | —   | 2–0 | 5–0 | 4–1 |
| 2  | Red Star Belgrade | 6  | 3 | 2 | 1 | 9  | 4  | +5  | 11 | Đi tiếp vào vòng đấu loại trực tiếp |     | 0–0 | —   | 5–1 | 2–1 |
| 3  | Slovan Liberec    | 6  | 2 | 1 | 3 | 4  | 13 | −9  | 7  |                                     |     | 0–2 | 0–0 | —   | 1–0 |
| 4  | Gent              | 6  | 0 | 0 | 6 | 4  | 15 | −11 | 0  |                                     | 1–4 | 0–2 | 1–2 | —   |     |